# Eustache II de Boulogne
Eustache II dit aux Grenons (c'est-à-dire « aux longues moustaches »), mort vers 1087, fut comte de Boulogne de 1047 à 1087 et comte de Lens à partir de 1054. Compagnon de Guillaume le Conquérant à la bataille de Hastings, il fut aussi un important baron du royaume d'Angleterre.

## Biographie
Il est fils aîné d'Eustache Ier († 1047), comte de Boulogne et de Lens, et de Mathilde de Louvain, fille du comte Lambert Ier de Louvain. 
Il épouse, vers 1036, Godjifu († 1047), la fille du roi d'Angleterre Æthelred le Malavisé, sœur du roi régnant d'Angleterre Édouard le Confesseur, et veuve du comte Dreux de Vexin. Le mariage a pour but de sceller une alliance avec le roi d'Angleterre, et d'autre part avec les fils de sa femme, Ralph de Hereford, comte d'Hereford, et Gautier III, comte de Vexin et d'Amiens. Il acquiert à cette occasion des fiefs anglais[réf. nécessaire]. À la mort de son père, il hérite du comté de Boulogne et son frère cadet, Lambert du comté de Lens.
Il avait ainsi des alliés puissants pour éviter l'annexion de son comté par le duc de Normandie ou le comte de Flandre. Boulogne prend alors de l'importance et la ville prospère grâce au commerce entre la France et l'Angleterre[réf. nécessaire].
Comme son père avant lui, il poursuit son alliance avec la noblesse de la Basse-Lotharingie. Ceci l'amène à participer à leurs côtés à la rébellion du duc Godefroy II de Basse-Lotharingie contre Henri III du Saint-Empire, entre 1047 et 1049, qui a pour but de réunir la Haute et la Basse-Lotharingie,. Cette révolte est un échec. Veuf de Godgifu en 1047, il se remarie rapidement avec Ide de Verdun († 1113), afin de renforcer son alliance avec son père Godefroy II, duc de Basse-Lotharingie. Henri III use de son influence pour le faire excommunier par le pape Léon IX pour avoir épousé une parente,.
En 1051, alors qu'il est en visite à Douvres (Angleterre), une violente dispute l'oppose aux citoyens de la ville. Le comte Godwin de Wessex refuse de punir les coupables comme le demande le roi. En conséquence, Godwin et ses fils sont exilés du royaume en septembre 1051. En 1052, Godwin débarque en Angleterre avec une importante force flamande, et force le roi à lui rendre ses terres. À l'origine de ce conflit est la volonté de Godwin de rapprocher l'Angleterre des intérêts flamands, et la défense par Eustache de son alliance avec le roi anglais.
En 1053, il est l'un des nombreux soutiens du comte Guillaume d'Arques dans sa révolte contre le duc de Normandie Guillaume le Bâtard (futur Conquérant). L'échec du mouvement mène à un gel temporaire des relations avec la Flandre, nouvellement alliée à la Normandie. 
En 1066, pour la première fois dans l'histoire familiale, il s'allie avec les Normands et accompagne Guillaume le Conquérant lors de l’invasion de l’Angleterre. Il combat à la bataille de Hastings où il est peut-être son porte-étendard. Selon Gui d'Amiens, il fait partie du commando de quatre chevaliers dépêchés par Guillaume pour tuer Harold vers la fin de la journée. Il est grièvement blessé d'une lance entre les omoplates lors de la poursuite des fuyards alors qu'il conseille à Guillaume de se retirer en voyant la nuit arriver. Il est représenté sur la tapisserie avec des moustaches, ce qui vaut l'épithète aux Moustaches. Eustache est récompensé par de nombreux fiefs dans le royaume conquis. 
En 1067, pour des raisons obscures, il essaie, avec l'aide des citoyens, de s'emparer du château de Douvres. Devant l'échec de sa tentative, il doit s'enfuir, et perd toutes ses possessions anglaises. Toutefois, il se réconcilie avec le duc, et en 1071, s'allie avec lui pour combattre Robert le Frison qui s'est emparé du comté de Flandre aux dépens de son jeune neveu Arnoul III. Après la mort d'Arnoul en février 1071, Robert s'empare définitivement de la Flandre. Malgré cet échec, le Conquérant et Eustache restent alliés, et ce dernier retrouve tous ses fiefs anglais. À la rédaction du Domesday Book en 1086, il a des possessions dans douze comtés, principalement dans l'Essex. Ses domaines produisent un revenu annuel estimé à 915 livres sterling. Comme il a gardé une grande partie de celles-ci en domaine, elle lui rapporte environ 610 £ annuellement, ce qui fait de lui le dixième baron laïc le plus riche du royaume.

## Famille et descendance
Il n'eut pas d'enfants de sa première épouse Godjifu, fille de Æthelred II, roi d’Angleterre, et d'Emma de Normandie.
D'Ide de Verdun, fille de Godefroy II, duc de Basse-Lotharingie et de Doda, il eut :
- Eustache (III) (1056-1125), qui prit sa succession du comté de Boulogne ;
- Godefroy de Bouillon (1058-1099), duc de Basse-Lotharingie, qui conduisit la première croisade et devint avoué du Saint-Sépulcre à la prise de Jérusalem ;
- Baudouin (1065-1118), qui accompagna son frère en Terre sainte et devint comte d'Édesse, puis roi de Jérusalem à la mort de celui-ci ;
- Ida de Boulogne, mariée tout d'abord à Hermann von Malsen en 1070, puis, après 1080, avec Conon, comte de Montaigu (fils de Gozelo, comte de Montaigu). Avec ce dernier, elle aura 4 enfants dont Lambert de Montaigu (1080-1140), époux de Gertrude de Louvain (fille d'Henri III de Louvain).

D'une épouse dont le nom n'est pas connu (peut-être Godjifu, Ide ou une autre personne), il eut:
- Eustache[8],[9].

Il eut également pour fils illégitimes :
- Godefroy, seigneur de Carshalton, qui épousa Béatrice, fille de Geoffroy (I) de Mandeville[1]. Il participa également à la première croisade ;
- et peut-être Guillaume.

### Sources
- Heather J. Tanner, « Eustace (II) , count of Boulogne (d. c.1087) », Oxford Dictionary of National Biography, Oxford University Press, 2004.
- Roman d'Amat, « Eustache, comtes de Boulogne » dans Dictionnaire de biographie française, vol. 13, Paris, 1975 [détail des éditions] , col. 271-2.
- Alain Lottin, Histoire de Boulogne-sur-Mer [détail des éditions].
- Andrew Bridgeford (trad. Béatrice Vierne), 1066, l’histoire secrète de la tapisserie de Bayeux, Éditiond du Rocher, coll. « Anatolia », 2004 (réimpr. 2005) [détail des éditions] (ISBN 2-268-05528-0), p. 386.
- MedLands - Lambert de Montaigu.